# Верма, Шивани
Шивани Верма (маратхи शिवानी वर्मा, англ. Shivani Verma, род. 31 мая 1972 года), более известная как BK Shivani — индийская религиозная деятельница, духовная наставница и оратор-мотиватор, представительница организации «Брахма Кумарис».

## Биография
Родители Шивани стали последователями нового религиозного движения «Брахма Кумарис», когда она была ещё ребёнком; сама Шивани примкнула к движению в двадцать с небольшим лет.
Изучала электронику в Пунском университете имени Савитрибай Пхуле (англ. Savitribai Phule Pune University), который окончила с золотой медалью, защитила магистерскую диссертацию по компьютерной инженерии в Институте технологии Махараштры (англ. Maharashtra Institute of Technology). На телепрезентациях «Брахма Кумарис» в Дели Шивани Верма сначала работала за кулисами во время записи выступлений старших религиозных учителей этой организации, но с 2007 года стала иногда замещать отсутствующих учителей, отвечая на вопросы зрителей.
В 2007 году на телеканале «Аастха-ТВ» (англ. Aastha TV) выходил телемагазин-сериал «Пробуждение с „Брахма Кумарис“» (англ. Awakening with Brahma Kumaris), в котором Шивани давала интервью Кану Прие (Kanu Priya), совладельцу телекомпании. В этом же телесериале Шивани Верма неоднократно беседовала с Сурешем Обероем; содержание этих бесед потом вошло в книгу «Беспредельное счастье: пробуждение с „Брахма Кумарис“» (англ. Happiness Unlimited: Awakening With Brahma Kumaris).
Она много путешествовала по Индии и другим странам, участвовала как в мероприятиях «Брахма Кумарис», так и в различных благотворительных акциях, проводимых другими организациями: от поддержки донорства органов до программ заботы о детях. В 2017 году Шивани стала посланцем доброй воли Всемирной психиатрической ассоциации.

## Награды и премии
В 2014 году Шивани Верма получила премию Women of the Decade Achievers Award, присуждаемую женской лигой индийской некоммерческой ассоциации ASSOCHAM, а в марте 2019 года — премию Нари Шакти Пураскар (англ. Nari Shakti Puraskar).